# Idioma esmeraldeño
El esmeraldeño o atacame es una lengua indígena americana de la costa de Ecuador que se habló en la parte occidental de la provincia de Esmeraldas hasta la segunda mitad del siglo XIX.

## Aspectos históricos, sociales y culturales
El esmeraldeño es junto con el cha'paalachi (familia barbacoana) la única lengua de la costa ecuatoriana sobre la que existe cierta documentación. El resto de lenguas de la región, incluyendo la lengua de la isla Puná, desaparecieron hace mucho tiempo sin que se conserven documentación de importancia.
En el siglo XIX el esmeraldeño se hablaba en la parte occidental de la provincia de Esmeraldas en el curso bajo del río Esmeraldas (llamado Chinto en esmeraldeño). Es posible que el esmeraldeño se hablara en un área más extensa del Pacífico ecuatoriano.
W. B. Stevenson, el secretario británico del presidente de la Real Audiencia de Quito visitó la región de Esmeraldas a principios del siglo XIX. Stevenson informa que la lengua estaba en uso en el puerto costero de Esmeraldas, una ciudad con una población predominantemente negroide. De acuerdo con la tradición local, un barco negrero cargado de esclavos africanos tomo tierra en esa área tras un naufragio. Los esclavos habrían matado a los hombres nativos y se habrían establecido teniendo descendencia con las mujeres indígenas. Por esa razón la lengua indígena de las mujeres se habría preservado. Stevenson también informa que los habitantes de la ciudad de Atacames situada a 30 km hablaban en esa época español. Los zambos (o descendientes de indígenas y africanos) de Esmeraldas se las arreglaron para mantener una independencia de facto durante el período colonial.

## Clasificación
No existe una relación convincente del esmeraldeño con ninguna otra lengua. Aunque existe un cierto número de palabras comunes con lenguas barbacoanas como el Cha'palaachi y el Tsafiki, claramente se trata de préstamos léxicos.
Seler (1902) propuso una relación con el yaruro, sugerencia retomada por Loukotka (1968), aunque Jijón y Caamaño revisó la evidencia y sólo encontró dos buenas coincidencias léxicas: uwi 'agua' y taha 'pie' (yaruro ta). Naturalmente es muy poca evidencia y es muy posible que sean sólo coincidencias casuales.

## Descripción lingüística
Los únicos datos sobre el esmeraldeño fueron recogidos por J. M. Pallares en 1877, y fueron publicados por Wolf (1892) y subsiguientemente reproducidos y discutidos en Seler (1902:49-64) y  Jijón y Caamaño (1941: 424-539). Adolfo Constenla Umaña (1991: 85-7) ha señalado algunas particularidades tipológicas interesantes a partir de estos datos: el objeto y el sujeto tienden a ir tras el verbo, el genitivo sigue al núcleo nominal, los adjetivos aparecen tanto antes como después del nombre que modifican. El mismo autor hace notar que estas características son inusuales en la región y sugiere que los esmeraldeños o atacames podrían haber tenido contactos con otros pueblos de Mesoamérica. También algunos arqueólogos han propuesto una influencia similar con respecto a la cultura precolombina de La Tolita

### Fonología
De acuerdo con los datos disponibles el sistema del esmeraldeño podría estar formado por cinco vocales (a, e, i, o, u), aunque Jijón y Caamaño notando numerosas vaciolaciones vocálicas sugiere que fonológicamente podría haberse tratado de un sistema de tres vocales /a, i, u/ más que un sistema pentavocálico. El mismo autor sugiere que la lengua podría haber tenido vocales nasales y sugiere que la grafía àà o áá, que se limita a la terminación del participio de pasado (e. g., en yatáále 'acabado'), podría ser otro sonido vocálico diferente de /a/. El acento se indica frecuentemente en las fuentes, y parece que la posición del acento pudo haber sido fonológicamente distintiva.
El inventario consonántico del esmeraldeño se ha reconstruido como:
|             | Bilabial | Dental | Palatal | Velar | Glotal |
| ----------- | -------- | ------ | ------- | ----- | ------ |
| Oclusiva    | p b      | t d    |         | k ɡ   |        |
| Africada    |          |        | tʃ      |       |        |
| Fricativa   | f        | s      | ʃ       |       | h      |
| Nasal       | m        | n      |         |       |        |
| Vibrante    |          | ɾ, r   |         |       |        |
| Aproximante | w        | l      | j, ʎ    |       |        |

El valor fonético de algunos de los signos anteriores es incierto, y no está claro hasta qué punto todos representen fonemas diferentes. Además Pallarés usa grafías alternativas para lo que tal vez eran los mismos sonidos, por ejemplo, v alterna muchas veces con b lo cual sugiere que el autor original usó libremente ambas grafías para el mismo fonema. El mismo autor emplea simultáneamente j y h, en distribución complementaria usando la primera en medio de la palabra y la segunda en posición inicial.

### Gramática
El esmeraldeño usa tanto prefijos como sufijos. Tanto las marcas de personas como el caso gramatical se indican mediante sufijos. Los sufijos -s(a) y -va se refieren a la primera y segunda persona respectivamente. En los nombres indican el poseedor, y con los verbos a veces el sujeto y a veces el objeto. En algunas formas verbales pueden aparecer marcas de sujeto y objeto al mismo tiempo. Cuando -sa indicando posesión nominal se añade a un nombre, frecuentemente desaparece la vocal precedente (excepto en palabras monosilábicas), lo mismo puede ocurrir con raíces verbales. El sufijo -sa puede ser tónico, pero solo a veces y no está clara la regla. Un sufijo que se refiere a un poseedor de tercera persona es -e o -é. A continuación se reproducen algunos sufijos de poseedores nominales:
(1a) mil-sá / mil-e
corazón/estómago-1.ªP.SG / corazón/estómago-1.ªP.SG
'mi corazón' o 'mi estómago' / 'su corazón' o 'su estómago'
(1b) mula / mul-va
ojo/cara / ojo/cara-2.ªP.SG
'ojo' o 'cara' / 'tu ojo' o 'tu cara'
Los mismos sufijos como se ha dicho pueden aparecer en formas verbales:
(2a) ene-sá
comer-1.ªP.SG
'(yo) como'
(2b) pisko-vá-s
vender-2.ªP.SG-1.ªP.SG
'véndeme(lo)'